# Тритиофосфат натрия
Тритиофосфат натрия — неорганическое соединение,
соль натрия и тритиофосфорной кислоты
с формулой Na3POS3,
растворяется в воде,
образует кристаллогидраты — бесцветные кристаллы.

## Получение
- Гидролиз сульфида фосфора свежеприготовленным раствором гидросульфида натрия.

## Физические свойства
Тритиофосфат натрия образует бесцветные кристаллы, которые при температуре выше -2°С медленно разлагаются.
Растворяется в воде,
не растворяется в этаноле и ацетоне.
Образует кристаллогидрат состава Na3POS3•11H2O — бесцветные кристаллы,
принадлежат к ромбической сингонии,
пространственная группа P na21,
параметры ячейки a = 1,2620 нм, b = 0,9476 нм, c = 1,4315 нм, Z = 4
.